# LUX-Methode
Die LUX-Methode ist ein Verfahren zur Erzeugung magischer Quadrate. Es stammt von dem englischen Mathematiker John Horton Conway.

## Verfahren
Die LUX-Methode dient zur Erzeugung magischer Quadrate der Ordnung {\displaystyle 4n+2}, wobei {\displaystyle n} eine positive natürliche Zahl ist. Zunächst wird eine quadratische Matrix mit {\displaystyle 2n+1} Zeilen und Spalten betrachtet, die folgendermaßen mit Buchstaben gefüllt wird:
- Die ersten {\displaystyle n+1} Zeilen werden komplett mit {\displaystyle \mathrm {L} } gefüllt.
- Es folgt eine Zeile mit {\displaystyle \mathrm {U} }.
- Die restlichen {\displaystyle n-1} Zeilen werden mit {\displaystyle \mathrm {X} } beschrieben.
- Zuletzt wird das mittlere {\displaystyle \mathrm {U} } mit dem {\displaystyle \mathrm {L} } darüber vertauscht.

Nun wird mit der siamesischen Methode ein magisches Quadrat der Ordnung {\displaystyle 2n+1} erzeugt, das auf den Buchstaben zu liegen kommt. Dann werden der Reihe nach alle Zahlen {\displaystyle i} dieses magischen Quadrats folgendermaßen durch die vier aufeinander folgenden Zahlen {\displaystyle (i-1)\cdot 4+a},  {\displaystyle (i-1)\cdot 4+b},  {\displaystyle (i-1)\cdot 4+c}  und  {\displaystyle (i-1)\cdot 4+d}  entsprechend der Vorschrift des zugehörigen Buchstabens ersetzt:
{\displaystyle {\begin{bmatrix}a&b\\c&d\end{bmatrix}}\quad mit\quad \mathrm {L} \colon {\begin{bmatrix}4&1\\2&3\end{bmatrix}}\quad \mathrm {U} \colon {\begin{bmatrix}1&4\\2&3\end{bmatrix}}\quad \mathrm {X} \colon {\begin{bmatrix}1&4\\3&2\end{bmatrix}}}
Man stellt sich dabei vor, die Buchstaben mit einem Stift zu zeichnen (daher der Name LUX-Methode).

## Beispiel
Für {\displaystyle n=2} hat die Buchstabenmatrix die Form
{\displaystyle {\begin{bmatrix}\mathrm {L} &\mathrm {L} &\mathrm {L} &\mathrm {L} &\mathrm {L} \\\mathrm {L} &\mathrm {L} &\mathrm {L} &\mathrm {L} &\mathrm {L} \\\mathrm {L} &\mathrm {L} &\mathrm {U} &\mathrm {L} &\mathrm {L} \\\mathrm {U} &\mathrm {U} &\mathrm {L} &\mathrm {U} &\mathrm {U} \\\mathrm {X} &\mathrm {X} &\mathrm {X} &\mathrm {X} &\mathrm {X} \end{bmatrix}}}
Nach der siamesischen Methode ergibt sich nun das folgende magische Quadrat:
{\displaystyle {\begin{bmatrix}\mathrm {L} =17&\mathrm {L} =24&\mathrm {L} =1&\mathrm {L} =8&\mathrm {L} =15\\\mathrm {L} =23&\mathrm {L} =5&\mathrm {L} =7&\mathrm {L} =14&\mathrm {L} =16\\\mathrm {L} =4&\mathrm {L} =6&\mathrm {U} =13&\mathrm {L} =20&\mathrm {L} =22\\\mathrm {U} =10&\mathrm {U} =12&\mathrm {L} =19&\mathrm {U} =21&\mathrm {U} =3\\\mathrm {X} =11&\mathrm {X} =18&\mathrm {X} =25&\mathrm {X} =2&\mathrm {X} =9\end{bmatrix}}}
Nun startet man bei {\displaystyle \mathrm {L} =1} ganz oben in der Mitte und ersetzt die Zahl 1 durch die Zahlen 1 bis 4 gemäß dem Buchstaben {\displaystyle \mathrm {L} }. Es folgt {\displaystyle \mathrm {X} =2} in der letzten Zeile, wobei die Zahl 2 durch die Zahlen 5 bis 8 gemäß dem Buchstaben {\displaystyle \mathrm {X} } ersetzt werden. Das nächste Feld ist dann {\displaystyle \mathrm {U} =3} und so weiter. Am Ende ergibt sich das folgende magische Quadrat:
{\displaystyle {\begin{bmatrix}68&65&96&93&4&1&32&29&60&57\\66&67&94&95&2&3&30&31&58&59\\92&89&20&17&28&25&56&53&64&61\\90&91&18&19&26&27&54&55&62&63\\16&13&24&21&49&52&80&77&88&85\\14&15&22&23&50&51&78&79&86&87\\37&40&45&48&76&73&81&84&9&12\\38&39&46&47&74&75&82&83&10&11\\41&44&69&72&97&100&5&8&33&36\\43&42&71&70&99&98&7&6&35&34\end{bmatrix}}}